# Catas Altas
Catas Altas là một đô thị thuộc bang Minas Gerais, Brasil. Đô thị này có diện tích 240,223 km², dân số năm 2007 là 4561 người, mật độ 19 người/km².